# Stazione di Acate
Stazione di Acate vasútállomás Olaszországban, Szicíliában, Ragusa megyében, Acate településen. Forgalma alapján az olasz vasútállomás-kategóriák közül a bronz kategóriába tartozik.

## Vasútvonalak
Az állomást az alábbi vasútvonalak érintik:
- Caltanissetta Xirbi-Gela-Siracusa-vasútvonal

## Kapcsolódó állomások
A vasútállomáshoz az alábbi állomások vannak a legközelebb:
- Stazione di Dirillo
- Stazione di Vittoria